# 迈克尔·奥伦加
迈克尔·奥伦加（1994年3月26日—）是一位肯尼亚足球运动员，于场上司职边锋，效力于卡塔尔星级足球联赛俱乐部艾杜哈尼。

## 外部連結
- Soccerway資料庫：迈克尔·奥伦加
- 迈克尔·奥伦加在 National-Football-Teams.com 上的出场纪录
- 日本職業足球聯賽中的迈克尔·奥伦加 （日語）
- Michael Olunga at Djurgårdens IF's official website （瑞典語）
- 迈克尔·奥伦加在瑞典足球協會（瑞典語）（存檔）
- Michael Olunga at soka.co.ke